# Skanderborg Aarhus Håndbold
El Skanderborg Aarhus Håndbold es un club de balonmano danés fundado en 2021, tras las fusiones del Stilling-Skanderborg, Vrold-Skanderborg Handball Club y del Århus GF.

## Plantilla 2024-25
|  | Porteros - 01 Kristoffer Laursen - 12 Magnus Brandbyge Extremos izquierdos - 24 Anton Bramming - 25 Jeppe Cieslak Extremos derechos - 11 Mikkel Lang Rasmussen - 29 Andreas Aagren Johansen Pivots - 05 Frederik Sommer Arnoldsen - 19 Thor Christensen - 28 Morten Kaalund | Laterales izquierdos - 06 Kristian Bonefeld - 15 Emil Lærke - 23 Morten Hempel Jensen Centrales - 10 Magnus Haubro Jensen - 20 Morten Balling - 32 Fredrik Olsson Laterales derechos - 03 Kristján Örn Kristjánsson - 07 Jonathan Mollerup - 27 Anders Christian Thomassen |